# The Graveyard
The Graveyard är ett konceptalbum av den danske artisten King Diamond, utgivet 1996 på skivbolaget Metal Blade.

## Bakgrund
I denna berättelse är Kings rollfigur medarbetare för en krokig, pervers och omoralisk borgmästare, borgmästare McKenzie. En natt upptäcker Kings karaktär sin chef antasta sin dotter, Lucy. King håller inte tyst om detta, men borgmästaren vittnar om att Kings karaktär är galen och får honom inlåst i Black Hill Sanitarium. Efter år av att vara där, ser King sin chans att fly och tar den. Nu mentalt förstörd, går King omkring på den lokala kyrkogården för att dölja sig från polisen. På kyrkogården planerar han sin hämnd mot borgmästare McKenzie och dödar människor som passerar genom kyrkogården under natten. King är besatt ett rykte att om du dör i en kyrkogård och förlorat ditt huvud så kan inte själen fly och den lever för evigt i ditt huvud. Med detta i bakhuvudet, kidnappar han Lucy McKenzie, borgmästarens dotter och kallar borgmästaren ut till kyrkogården för att spela ett spel. Borgmästare McKenzie anländer efter att King skickar ett brev till honom. Innan han anländer begraver King en sovande Lucy i en av sju tomma gravar, på gravstenarna står det "Lucy FOREVER".
King avslöjar så småningom själv för borgmästaren och slår honom och sätter ögonbindlar på honom. När han återfår medvetandet, ger King honom en spade och säger åt honom att gräva upp sin dotter. Det finns sju högar, och han får tre gissningar. Vid tre fel så ska King döda dem båda. Borgmästaren får den tredje gissningen rätt, men King slår honom medvetslös ytterligare en gång och binder honom till en gravsten.
Medan borgmästaren sakta återfår medvetandet, gräver King upp Lucy och tar henne ur kistan medan han börjar att tortera borgmästaren. Till Kings förvåning drar Lucy i en sladd som skickar krossat glas från ett trasigt kapellfönster ner på King och halshugger honom. Legenden han var besatt av visar sig vara sann, som hans levande huvud lockar Lucy att inte lämna honom när hon går iväg med hennes pappa. Till sin lättnad, tar Lucy Kings huvud och sätter det i hennes ryggsäck, lovar att säga "Inte ett ord till pappa". Så King kan skydda henne från pappa för alltid.

## Låtlista
| Nr  | Titel                   | Kompositör                  | Längd |
| --- | ----------------------- | --------------------------- | ----- |
| 1.  | The Graveyard           | King Diamond                | 1:22  |
| 2.  | Black Hill Sanitarium   | King Diamond, Andy LaRocque | 4:28  |
| 3.  | Waiting                 | King Diamond                | 4:26  |
| 4.  | Heads on the Wall       | King Diamond, Andy LaRocque | 6:20  |
| 5.  | Whispers                | King Diamond, Andy LaRocque | 0:31  |
| 6.  | I'm Not a Stranger      | King Diamond                | 4:03  |
| 7.  | Digging Graves          | King Diamond                | 6:56  |
| 8.  | Meet Me at Midnight     | King Diamond, Andy LaRocque | 4:46  |
| 9.  | Sleep Tight Little Baby | King Diamond                | 5:38  |
| 10. | Daddy                   | King Diamond                | 3:22  |
| 11. | Trick or Treat          | King Diamond                | 5:09  |
| 12. | Up From the Grave       | King Diamond                | 3:18  |
| 13. | I Am                    | King Diamond                | 5:50  |
| 14. | Lucy Forever            | King Diamond, Andy LaRocque | 4:56  |

## Medverkande
- Sång: King Diamond
- Gitarr: Andy La Rocque
- Gitarr: Herb Simonsen
- Bas: Chris Estes
- Trummor: Darrin Anthony